# Cova de sa Conillera de s'Àguila
La cova de sa Conillera de s'Àguila és una cova artificial prehistòrica d'enterrament de l'edat del bronze, situada a la possessió de s'Àguila, al lloc anomenat sementer de sa Conillera, al municipi de Llucmajor, Mallorca.
La cova és allargada, en direcció sud-sud-est a nord-nord-oest. Té un passadís d'accés pel qual es descendeix a la cambra de la cova subterrània, d'una longitud de 4 m i una amplària de 0,9 m, que s'eixampla un poc, fins a 1 m, a l'entrada de la cambra. És inclinat i hi ha diversos escalons, a 1 m i a 2,5 m de l'entrada. Hi ha un portal d'accés a la cambra d'1,4 m d'alçada per 1 m d'amplària. La cambra, situada a 1,8 m de profunditat, és irregular amb diferents eixamplaments; té una amplada de 5,2 m i una llargària de 6,5 m. L'alçada és d'1,35 m. No hi ha senyals de compartiments. Hi ha osques per passar-hi barres per a tancar l'entrada amb una llosa.